# Una sposa per Natale
Una sposa per Natale (A Bride for Christmas) è un film televisivo diretto da Gary Yates, con protagonisti Arielle Kebbel e Andrew Walker.

## Trama
Jessie è un'arredatrice di interni, gestisce la sua attività insieme alla sua affezionata sorella Vivian, il giorno del suo matrimonio con il fidanzato Mike, lo mette in imbarazzo davanti a tutti gli invitati lasciandolo sull'altare. Questa è già la terza volta che lascia un fidanzato dopo aver accettato la sua proposta di matrimonio, purtroppo non è capace di impegnarsi dato che, più che per amore, a ogni proposta di matrimonio lei accettava semplicemente per non deludere i suoi spasimanti.
Aiden, consulente finanziario di successo, fa una scommessa con i suoi colleghi di lavoro, quando proprio loro gli fanno notare che le sue relazioni amorose sono quasi sempre superficiali e che in genere lui è il tipo d'uomo con cui nessuna vorrebbe sposarsi: infatti Aiden pur di avere un ufficio più grande scommette che prima di Natale riuscirà a convincere una donna a volerlo come marito, ma al giorno fatidico manca solo un mese.
Jessie e Vivian vanno a una mostra d'arte, e lì Aiden incontra Jessie e decide di far ricadere la sua scelta su di lei, ma la ragazza non è molto presa da lui dopo la sua ultima e spiacevole esperienza amorosa, quindi Aiden pur di non perdere la scommessa prova a conquistarla in ogni modo, infatti si fa assumere come cliente con la scusa di voler riarredare casa sua. Costretta quindi a dover stare a stretto contatto con Aiden dato che lei e Vivian hanno bisogno di clienti, la donna inizia ad apprezzarlo nonostante all'inizio per lei fosse solo un cliente. In effetti anche Aiden, nonostante tutto fosse iniziato come una scommessa, in breve si innamora di Jessie, dato che Aiden non aveva mai superato il trauma del divorzio dei suoi genitori non ha mai creduto all'amore eterno, ma per la prima volta, passando del tempo con Jessie, inizia a prendere in considerazione l'idea di condividere la sua vita con una donna.
Aiden perde velocemente interesse per la scommessa decidendo di abbandonarla, Jessie lo presenta ai suoi genitori che lo prendono subito in simpatia, sebbene le cose per lei e Aiden si fanno difficili a causa delle continue intromissioni di Mike, che non ha ancora accettato che tra lui e Jessie sia finita confidando in un loro ritorno insieme. Quando Jessie bacia Aiden per la prima volta, comprende di amarlo come non le era mai successo, ora ha capito di aver trovato finalmente l'uomo con cui volersi sposare, e seguendo il consiglio di Vivian, chiede a Aiden di sposarla e lui accetta felicemente.
Tutto sembra andare per il meglio, ma Mike ascolta per caso una conversazione tra Aiden e i suoi amici, riguardo alla scommessa, e dopo aver appreso la verità Mike non perde tempo e riferisce tutto a Jessie, la quale ferita e umiliata, lascia Aiden. Jessie pur volendo bene a Mike non se la sente di illuderlo e quindi non ricambiando il suo amore delude le sue speranze spiegandogli che non sarà mai sua moglie.
I genitori di Jessie non hanno dubbi sul fatto che l'amore che Aiden prova per la loro figlia è sincero, quindi la madre della ragazza va a trovare Aiden nel suo ufficio per convincerlo a fare un ultimo tentativo con Jessie. Il giorno di Natale è arrivato, Vivian e Jessie vanno a trascorrerlo a casa dei loro genitori, trovando lì, oltre al reverendo, anche Aiden che dichiara il suo amore a Jessie perché anche se la loro storia è iniziata per le ragioni sbagliate ora l'unica cosa che vuole è passare la sua vita con lei e, mettendosi in ginocchio, tira fuori un anello di fidanzamento e le chiede di sposarlo e lei risponde di sì. In quel momento tutti i loro amici, che si erano ben nascosti, escono a sorpresa, infatti Aiden ha organizzato il matrimonio proprio a casa dei genitori di Jessie il giorno di Natale, e i due finalmente si sposano.